# Велиабад (Тегеран)
Велиабад (перс. ولیآباد‎) — село на севере Ирана, в остане Тегеран. Входит в состав шахрестана Тегеран. Является частью дехестана (сельского округа) Хелазир бахша Афтаб.

## География
Село находится в центральной части остана, к западу от автодороги , на расстоянии приблизительно 4 километров (по прямой) к югу от города Тегеран, административного центра шахрестана. Абсолютная высота — 1061 метр над уровнем моря.

## Население
По данным переписи 2006 года население села составляло 31 человек (19 мужчин и 12 женщин). В Велиабаде насчитывалось 9 домохозяйств. Уровень грамотности населения составлял 38,7 %. Уровень грамотности среди мужчин составлял 31,6 %, среди женщин — 50 %.